# Internet en Estonie
L'Internet en Estonie a l'un des taux de pénétration les plus élevés au monde. Au premier trimestre 2010, selon les statistiques estoniennes, 75 % des 1,34 million d'habitants du pays utilisent Internet. En 2017, selon la Banque mondiale, elle se classe au 13e rang mondial en termes de pourcentage de la population utilisant Internet, avec 88,1 % de personnes l'utilisant.
L'indice 2022 de l'économie et de la société numériques (DESI) de la Commission européenne classe l'Estonie au premier rang en matière de services publics numériques parmi 27 pays de l'Union européenne (UE). En matière de capital humain, l'Estonie occupe la 8e place, avec un nombre important de spécialistes et de diplômés en TIC. Le pays se classe au 15e rang en matière d'intégration de la technologie numérique, affichant des niveaux d'adoption numérique variables entre les entreprises les plus récentes et les petites ou moyennes entreprises (PME) traditionnelles. En matière de connectivité, l'Estonie se classe 26e, confrontée à des défis particuliers en matière de déploiement de la 5G et de l'accès à Internet à très haut débit (en anglais sous forme abrégée VHCN pour « Fixed Very High Capacity Networ »). Les priorités de l'Estonie en matière de numérisation comprennent l'amélioration de l'infrastructure numérique et de la cybersécurité,.

## Statistiques des utilisateurs
- Domaine de premier niveau : .ee[5].
- Les internautes :
  - 1,0 million d'utilisateurs, 119e au monde ; 79,0 % de la population, 34e au monde (2012)[6];
  - 971 700 utilisateurs, 102e mondial (2009)[5].
- Haut débit fixe : 327 243 abonnements, 78e mondial ; 25,7 % de la population, 31e au monde (2012)[7],[8].
- Haut débit sans fil : 924 699 abonnements, 74e mondial ; 72,5 % de la population, 12e au monde (2012).
- Hébergeurs Internet : 865 494 hôtes, 49e mondial (2012)[5].
- IPv4 : 1,3 million d'adresses attribuées, soit moins de 0,05 % du total mondial, 945,8 adresses pour 1000 personnes (2012)[9].

## Haut débit

### Haut débit fixe
En Estonie, l’infrastructure fixe à haut débit affiche des performances mitigées par rapport à l’UE. Le taux d'adoption du haut débit fixe s'élève à 83 %, ce qui est supérieur à la moyenne de l'UE de 78 %. Toutefois, l'adoption de vitesses à large bande d'au moins 100 Mbps n'est que de 20 %, ce qui est en retard par rapport à la moyenne européenne de 41 %. L'Estonie s'aligne sur l'UE en matière de couverture du haut débit rapide (NGA) à 90 %. Sa couverture en réseau fixe à très haute capacité (VHCN), à 73 %, dépasse légèrement la moyenne de l'UE de 70 %, et sa couverture en fibre jusqu'aux locaux (FTTP) est remarquable à 73 %, dépassant la moyenne de l'UE de 50 %.

### Le haut débit mobile
Le haut débit mobile a un taux d'adoption de 87 %, ce qui est comparable à la moyenne de l'UE. Cependant, le pays doit relever des défis en matière de déploiement de la 5G, n’ayant attribué aucun spectre pour la 5G en avril 2022. Ce manque d'attribution de spectre contraste avec la moyenne européenne de 56 %. De plus, la couverture 5G dans les zones peuplées d'Estonie n'est que de 18 %, soit nettement inférieure à la moyenne de l'UE de 66 %.

## Services publics numériques
L'Estonie est reconnue pour son leadership en matière de services publics numériques, comme en témoigne son premier classement dans l'indice 2022 de l'économie et de la société numériques (DESI) de l'UE. Avec un taux d'adoption des services d'administration électronique de 89 % au sein de sa population, il dépasse la moyenne européenne de 65 %. La qualité des services numériques offerts aux citoyens et aux entreprises est démontrée par des scores de 92/100 et 98/100, respectivement, dépassant tous deux les moyennes européennes de 75 pour les citoyens et de 82 pour les entreprises.
Le cadre numérique du pays permet l'accès aux services publics, 90 % de ses citoyens détenant une identification numérique. Elle investit dans des technologies telles que le réseau d'IA Bürokratt et le projet de jumeau numérique 3D pour améliorer l'efficacité et l'accessibilité des services publics. Dans le domaine des soins de santé, l'Estonie a atteint un taux de numérisation des ordonnances de 99 % et propose une large gamme de services de santé en ligne. Comme indiqué dans l'Agenda numérique 2030, l'Estonie a donné la priorité à un taux de satisfaction de 90 % pour ses services publics numériques.

## Histoire
En 1965, le premier ordinateur scolaire d'URSS, Ural-1, est installé dans la ville de Nõo. L'utilisation massive des réseaux informatiques apparaît pour la première fois avec FidoNet, dont le premier nœud estonien apparaît en 1989. Les premières connexions Internet du pays sont introduites en 1992 dans les établissements universitaires de Tallinn et de Tartu. Le domaine national (.ee) est enregistré au milieu de 1992. En raison de sa situation géographique, le pays joue un rôle important dans le transport de la culture numérique vers la Russie voisine.[réf. nécessaire]. L'une des premières liaisons fédérées pour la Russie est construite en 1991 par Relcom via l'Estonie jusqu'en Finlande. En 1996, le président estonien Lennart Meri lance le programme d'État de quatre ans « Tiigrihüpe » visant à informatiser et à Internet toutes les écoles du pays.
La première zone Wi-Fi publique est lancée en 2001 et un système de réseaux de données mobiles permettant un accès généralisé au haut débit sans fil se développe ensuite. En 2011, le pays compte plus de 2 440 zones Wi-Fi gratuites et certifiées destinées à un usage public, notamment dans les cafés, les hôtels, les hôpitaux, les écoles et les stations-service. Un service Internet sans fil à l'échelle nationale basé sur la technologie Code division multiple access (CDMA) est déployé. Trois opérateurs mobiles proposent des services mobiles 3G et 3.5G et, en mai 2013, les services 4G couvrent plus de 95 % du territoire.
L'informatisation et la connexion numérique des personnes sont encouragées et soutenues par l'État. Le pays dispose d'un système de carte d'identité numérique et, en 2005, des élections locales ont lieu avec la possibilité officielle de voter en ligne – le premier cas de ce type au monde.
En 2008, l'Organisation du traité de l'Atlantique nord (OTAN) créé un centre commun de cyberdéfense en Estonie pour améliorer l'interopérabilité de la cyberdéfense et fournir un soutien en matière de sécurité à tous les membres de l'OTAN.
En 2009, la Fondation Internet estonienne est créée pour gérer le domaine de premier niveau estonien « .ee ». En tant qu'organisation multipartite, elle représente la communauté Internet estonienne au niveau international en ce qui concerne diverses questions de gouvernance de l'Internet.
En 2013, plus de 200 opérateurs proposent des services de communications électroniques, dont six sociétés de téléphonie mobile et de nombreux fournisseurs de services Internet. Les services de voix sur protocole Internet (VoIP) sont largement disponibles. L’Estonie possède la plus grande infrastructure à clé publique fonctionnelle d’Europe. Toutes les chaînes de radio et productions télévisées, y compris les informations, de la radiodiffusion publique estonienne sont disponibles sur Internet en temps réel et les archives de ses programmes de radio et de télévision sont disponibles gratuitement.
Le moteur de recherche le plus populaire du pays en Estonie est Google, bien qu'une alternative moins courante, mais toujours existante, soit le Neti.ee local.

## Surveillance et filtrage de l'Internet
L'Estonie est classée comme « libre » dans les rapports Freedom on the Net 2009, 2011 et 2015 de Freedom House avec des notes globales de 13, 10, 10, 9, 8 et 7 (les deux premiers au monde en 2015) sur une échelle où 0 est le meilleur et 100 le pire. L'Estonie n'est pas classée individuellement par l'OpenNet Initiative (ONI), mais elle est incluse dans l'aperçu régional de l'ONI pour la Communauté des États Indépendants.
La liberté de parole est protégée par la constitution estonienne et par les obligations du pays en tant qu'État membre de l'UE. L'anonymat n'est pas limité et des discussions publiques approfondies ont eu lieu sur l'anonymat et l'utilisation respectueuse de l'internet. Des travaux sont en cours pour mettre la législation estonienne en conformité avec le cadre du Conseil européen sur « la lutte contre certaines formes et manifestations de racisme et de xénophobie au moyen du droit pénal ».
Les restrictions sur le contenu et les communications Internet en Estonie sont parmi les plus légères au monde. Les fournisseurs de services Internet et les autres entreprises de communication sont tenus de s'enregistrer auprès de l'Autorité estonienne de surveillance technique (Estonian Technical Surveillance Authority en anglais ou ETSA), une branche du ministère des affaires économiques et des communications, bien qu'il n'y ait pas de frais d'enregistrement. Les entreprises de communications électroniques sont tenues de conserver les données relatives au trafic et à la localisation pendant un an, conformément à la directive européenne sur la conservation des données. Elles ne peuvent fournir ces données aux agences de surveillance ou aux autorités de sécurité que sur présentation d'une décision de justice. Une décision de justice de 2008 a rendu les fournisseurs de services web responsables des commentaires des lecteurs, mais cette décision fait l'objet d'un recours devant la Cour européenne des droits de l'homme. Il y a eu des cas de suppression de contenu impliquant des ordonnances de tribunaux civils pour supprimer des commentaires de lecteurs inappropriés ou hors sujet sur des sites d'actualités en ligne, des forums de discussion et d'autres sites. En 2012, plus de 80 000 vidéos sont retirées de YouTube et d'autres services de diffusion en continu en raison d'une éventuelle violation des droits d'auteur. La loi sur la protection des données personnelles (PDPA) restreint la collecte et la diffusion publique des données personnelles d'un individu. Aucune information personnelle considérée comme sensible, telle que les opinions politiques, les croyances religieuses ou philosophiques, l'origine ethnique ou raciale, le comportement sexuel, la santé ou les condamnations pénales, ne peut être traitée sans le consentement de la personne concernée.
Avant le blocage des sites de jeux d'argent à distance en 2010, l'Internet en Estonie est libre de toute censure. Début 2010, l'Estonie commence le filtrage DNS des sites de jeux d'argent à distance qui violent la nouvelle loi sur les jeux d'argent (2008). La loi sur les jeux d'argent exige que les serveurs pour les jeux d'argent légaux à distance soient physiquement situés en Estonie. En mars 2010, le Conseil des impôts et des douanes compile une liste de blocage contenant 175 sites que les FAI doivent appliquer. En septembre 2013, la liste s'allonge et comprend alors plus de 800 sites.

## Voir également
- Télécommunications en Estonie

## Voir plus
- Farivar, Cyrus. 2011. L'Internet d'ailleurs : les effets émergents d'un monde filaire . Nouveau-Brunswick, NJ : Rutgers University Press. p. 109-149. Couvre l'histoire d'Internet et de l'accès WiFi public en Estonie.